# إتحاد طنجة للكرة الطائرة
إتحاد طنجة فرع من فروع إتحاد طنجة من مدينة طنجة يمارس بالدوري المغربي لكرة الطائرة القسم الممتاز .

## الإنجازات

### ألقاب النادي
|  | البطولات                     | الألقاب | السنوات                  |
|  | ---------------------------- | ------- | ------------------------ |
|  | الدوري المغربي للكرة الطائرة | 5       | 2011،2013،2015،2017,2025 |
|  | كأس العرش للكرة الطائرة      | 1       | 2017                     |
|  | الكأس الممتازة للكرة الطائرة | 2       | 2015،2017                |

## الكرة الطائرة في المدينة
تعتبر الكرة الطائرة في مدينة طنجة من الرياضات المدرسية وكذلك هي ذات مكانة كبيرة عند سكان المدينة سواء كممارسين أو كلاعبين و ذالك إلى جانب كرة السلة و كرة اليد .
أما كرة القدم فهي الرياضة الأولى في المدينة .
حب أبناء المدينة للعبة يمكن أن نجده في تشكيل فرق أخرى غير الإتحاد ، نجد مثلا فريق سبارطيل طنجة

## روابط خارجية
قالب:الجامعات والفرق الرياضية في المغرب